# توروپو پکلو
توروپو پکلو (به انگلیسی: Turupu Pakalu) یک منطقهٔ مسکونی در هند است که در آندرا پرادش واقع شده‌است.